# Wanda Döhring
Wanda „Wally“ Döring (Geburtsname Wanda Hoffmann, * 9. September 1922; † 24. August 2012 in Flacht) war eine deutsche Mitarbeiterin des Bundesverbands Rehabilitation, die für diese Tätigkeit vielfach geehrt wurde.

## Leben
Wanda Döhring war verheiratet mit Heinz Döhring, der wegen einer im Zweiten Weltkrieg erlittenen Hirnverletzung beeinträchtigt war. Ihr Mann war seit der Wiedergründung 1950 Vorsitzender des Kreisverbandes Unterlahn und von 1963 bis 1965 Vorsitzender des Landesverbandes Rheinland-Pfalz im Bundesverband Rehabilitation. Sie war für ihren Mann Pflegerin und Begleiterin. Da dieser aufgrund seiner bleibenden Hirnverletzung keinen Führerschein erwerben konnte, hat sie ihn, als er 1963 Landesvorsitzender wurde, jeden Tag bis zu seinem frühen Tod 1965 von ihrem Heimatort Flacht zur Landesgeschäftsstelle nach Vallendar gefahren und wieder abgeholt und seine Schreibarbeiten erledigt. Nach seinem Tod übernahm sie den Kreisvorsitz in Unterlahn, den sie bis 2009, als ein eigenes Augenleiden ihr eine weitere Tätigkeit nicht mehr ermöglichte, innehatte. Zeitweise war sie auch Kreisvorsitzende der Kreisverbände Rhein-Lahn und Altenkirchen-Westerburg-Montabaur. Ebenfalls bis 2009 war sie Kassenführerin des Landesverbands.
Im Bundesverband war sie Bundes-Frauenbeauftragte. In diesem Amt war sie deutschlandweit Ansprechpartnerin für die speziellen Probleme der Partnerinnen und auch selbst Betroffenen beim Umgang mit Behinderungen.
Für ihr Engagement erhielt sie vielfältige Auszeichnungen. Auf Bundesebene wurde sie mit dem Bundesverdienstkreuz erster Klasse ausgezeichnet. Vom Ministerpräsidenten des Landes Rheinland-Pfalz wurde sie mit der Verdienstmedaille und dem Verdienstorden ausgezeichnet. Vom Verband Rehabilitation erhielt sie alle hohen Auszeichnungen inklusive des „Ehrenbechers des BDH“.
Wanda Döhring hatte zwei Töchter und war mehrfache Groß- und Urgroßmutter.